# Amyl acetat
Amyl acetat hay pentyl acetat là hợp chất hữu cơ và là ester có công thức hóa học CH3COO[CH2]4CH3 với khối lượng phân tử 130,19 g/mol.  Chất này có mùi tương tự chuối và táo tây.  Hợp chất này là sản phẩm ngưng tụ từ acid acetic và 1-pentanol.  Tuy nhiên, các ester được tạo thành từ các đồng phân khác của pentanol (amyl alcohol) hoặc hỗn hợp các pentanol thường cũng được gọi là amyl acetat.